# Улрих I Релингер
Улрих I Релингер (на немски: Ulrich I Rehlinger; * ок. 1165; † 1204) е благородник, господар на замък Релинг при Унтерах близо до Аугсбург в Швабия, Бавария.
Той е син на Бертхолд I Релингер († 1160) и съпругата му Барбара ван Оберндорф (* ок. 1105).
Към края на 12 век господарите фон Релинг са в свитата на издигащите се Вителсбахи и забогатяват в град Аугсбург. Фамилията изчезва по мъжка линия чак през 1999 г.

## Фамилия
Улрих I Релингер се жени ок. 1162 г. за Бригита фон Хенеберг (* ок. 1140), дъщеря на Бертхолд I фон Хенеберг († 1159), бургграф на Вюрцбург, и Берта фон Путелендорф († 1190), дъщеря на ландграф Фридрих IV фон Гозек-Путелендорф, пфалцграф на Саксония (1085 – 1125) и Агнес фон Лимбург († 1144/1146). Те имат един син:
- Бертхолд II Релингер (* ок. 1165; † 1248), женен ок. 1195 г. за Хайлиция ван Еберщал (* ок. 1170)